# Bobby Parnell
Robert Allen Parnell (né le 8 septembre 1984 à Salisbury, Caroline du Nord, États-Unis) est un lanceur de relève droitier des Tigers de Détroit de la Ligue majeure de baseball. 
Il joue de 2008 à 2015 pour les Mets de New York. 

## Carrière
Après des études secondaires à la East Rowan High School de Salisbury (Caroline du Nord), Bobby Parnell suit des études supérieures à la Charleston Southern University où il porte les couleurs des Buccaneers de Charleston Southern de 2003 à 2005.  
Il est repêché le 7 juin 2005 par les Mets de New York au neuvième tour de sélection. Il perçoit un bonus de 65 000 dollars à la signature de son premier contrat professionnel le 11 juin 2005. 
Parnell passe trois saisons en ligues mineures avant d'effectuer ses débuts en Ligue majeure le 15 septembre 2008[réf. souhaitée].
Il joue sa saison recrue en 2009. Il fait 68 présences au monticule, dont 60 comme lanceur de relève, pour les Mets. Sa moyenne de points mérités est de 5,30 en 88.1 manches. Il remporte 4 victoires contre 8 défaites. C'est comme releveur qu'il gagne son premier match le 8 mai face aux Pirates de Pittsburgh et il réussit un premier sauvetage le 5 août lorsqu'il termine un match contre les Cards de Saint-Louis.
Le 18 août 2010, lors d'un match face aux Astros de Houston, la vitesse d'un des lancers de Parnell est mesurée à 165 km/h (102,5 m/h). Il maintient une excellente moyenne de points mérités de 2,83 en 35 manches lancées lors de 41 sorties en 2010.
En 2011, Parnell est envoyé 60 fois au monticule par les Mets. Sa moyenne de points mérités s'élève à 3,64 avec 64 retraits sur des prises en 59 manches et un tiers lancées et 6 sauvetages.
En 2012, il maintient une excellente moyenne de points mérités de 2,49 en 68 manches et deux tiers lancées pour les Mets. En 74 sorties en relève, il remporte 5 victoires contre 4 défaites et réalise 7 sauvetages.
Il obtient le poste de stoppeur des Mets en 2013 et protège 22 victoires mais rate la fin de la campagne en raison de douleurs à la nuque causées par une hernie discale. En 50 manches de travail cette année-là, il maintient une moyenne de points mérités d'à peine 2,16 avec 5 victoires et 5 défaites en 49 matchs joués.
Parnell ne dispute qu'un match en avril 2014 avant de passer sous le bistouri : il subit une opération de type Tommy John au coude droit et son retour sur le terrain est espéré pour la saison 2015.
Le 19 février 2016, il signe un contrat des ligues mineures avec les Tigers de Détroit.

## Statistiques
| Saison | Équipe  | G   | GS | CG | SHO | V | D | SV | IP    | SO  | ERA  |
| ------ | ------- | --- | -- | -- | --- | - | - | -- | ----- | --- | ---- |
| 2008   | NY Mets | 6   | 0  | 0  | 0   | 0 | 0 | 0  | 5.0   | 3   | 5,40 |
| 2009   | NY Mets | 68  | 8  | 0  | 0   | 4 | 8 | 1  | 88.1  | 74  | 4,36 |
| 2010   | NY Mets | 41  | 0  | 0  | 0   | 0 | 1 | 0  | 35.0  | 33  | 2,83 |
| Totaux | Totaux  | 115 | 8  | 0  | 0   | 4 | 9 | 1  | 128.1 | 110 | 4,63 |

Note : G = Matches joués ; GS = Matches comme lanceur partant ; CG = Matches complets ; SHO = Blanchissages ; 
V = Victoires ; D = Défaites ; SV = Sauvetages ; IP = Manches lancées ; SO = Retraits sur des prises ; ERA = Moyenne de points mérités.